# Le Veilleur de nuit (film, 1994)
Pour les articles homonymes, voir Le Veilleur de nuit.
Pour plus de détails, voir Fiche technique et Distribution.
Le Veilleur de nuit (Nattevagten) est un film danois réalisé par Ole Bornedal, sorti en 1994.

## Synopsis
Un étudiant en droit est engagé comme veilleur de nuit à la morgue municipale. Des évènements étranges se déroulent.

## Fiche technique
- Titre : Le Veilleur de nuit
- Titre original : Nattevagten
- Titre international : Nightwatch
- Réalisation et scénario : Ole Bornedal
- Production : Michael Obel
- Société de production : Thura Film
- Musique : Joachim Holbek et Knud Odde
- Photographie : Dan Laustsen
- Montage : Camilla Skousen
- Décors : Søren Krag Sørensen
- Costumes : Margrethe Rasmussen
- Pays d'origine : Danemark
- Format : Couleurs - 1,85:1 - Dolby - 35 mm
- Genre : Horreur, thriller
- Durée : 107 minutes
- Date de sortie : 25 février 1994 (Danemark)
- Film interdit aux moins de 12 ans lors de sa sortie en France

## Distribution
- Nikolaj Coster-Waldau : Martin
- Sofie Gråbøl : Kalinka
- Kim Bodnia : Jens
- Lotte Andersen : Lotte
- Ulf Pilgaard : l'inspecteur Wörmer
- Rikke Louise Andersson : Joyce
- Stig Hoffmeyer : Rolf
- Gyrd Løfqvist : le vieux veilleur de nuit
- Niels Anders Thorn : le docteur
- Leif Adolfsson : le professeur de théâtre
- Henrik Fiig : l'acteur
- Jesper Hyldegaard : un client du bar
- Ulrich Thomsen : un voyou
- Chris Friis : un voyou
- Peter Rygaard : le serveur

## Autour du film
- Le tournage s'est déroulé à Copenhague.
- En 1997, Ole Bornedal réalisait le remake américain de son propre film, également titré Le Veilleur de nuit.

## Distinctions
- Bodil du meilleur second rôle féminin pour Rikke Louise Andersson en 1995.
- Prix du public, lors du Festival international du film fantastique de Bruxelles en 1995.
- Prix du meilleur film et de la meilleure actrice pour Rikke Louise Andersson, lors du Fantafestival en 1995.
- Nomination au prix du meilleur film, lors du festival Fantasporto en 1995.
- Prix du meilleur acteur, lors du Festival du film nordique de Rouen en 1995.